# Charles Comyns Tucker
Charles Comyns Tucker (1843 – 1922) è stato un alpinista ed esploratore inglese.
La prima spedizione importante fu quella effettuata nel Caucaso, sul Monte Elbrus, con Adolphus Warburton Moore e Douglas Freshfield nel 1868. Furono i primi europei occidentali a raggiungere la cima Est (5.621 m s.l.m.), più bassa della cima Ovest, la principale, di una ventina di metri. La vetta era stata già raggiunta da una spedizione locale nel 1829.
Seguirono diverse scalate nelle Alpi, in particolare nelle Dolomiti.
Il 31 agosto 1872 salì il Catinaccio d'Antermoia, la cima più alta del Catinaccio, con T.H. Carson e la guida fassana Luigi Bernard.
Il 4 settembre del 1875 scalò il Sass Maor (m 2.812), nelle Pale di San Martino, assieme a H.A. Beachcroft, F. Devouassoud e la guida locale B. Della Santa.
Il 23 giugno 1878 assieme a D.W. Freshfield scalò per la prima volta la cima Vezzana (3.192 m s.l.m.), la vetta più alta del gruppo delle Pale di San Martino.